# La volpe e il sipario
La volpe e il sipario. Poesie d'amore è una raccolta di poesie della scrittrice italiana Alda Merini pubblicata dall'editore Girardi nel 1997 con le illustrazioni di Gianni Casari e nel 2004, in edizione accresciuta da Rizzoli nella collana Piccola Biblioteca LA SCALA a cura di Roberta Alunni con disegni di Alberto Casiraghi.
La raccolta ebbe, nella sua prima edizione, una tiratura di 333 copie fuori commercio che si presenta come un inedito abbellito da una veste tipografica elegante. Il medico Simone Bandirali scrive nella postfazione "Intanto il titolo, La volpe e il sipario, che ci afferra alla gola e ci trasporta sulla scena della vita intesa come teatro perenne: in mezzo lei, l'attrice, vittima e carnefice allo stesso tempo. Non è forse la volpe l'animale che, dietro l'apparente esilità delle forme, nasconde insospettabile forza e ferocia?".

## Struttura
Questa raccolta di poesie offre, come scrive Maria Corti, "un colpo d'ala" della scrittrice, termine che la stessa Corti aveva usato nell'antoligizzare la raccolta, rifacendosi a quanto scrive nella postfazione alla prima edizione il medico Simone Bandirali, richiamando alla mente l'immagine mitologica dell'araba fenice per questa poetessa sempre pronta a risorgere dalle ceneri.
Scrive Benedetta Centovalli nel breve saggio "Il passo delle brevi cose" che anticipa la raccolta "... quella della Merini, è nuda poesia d'amore, ogni suo verso si protende nel tentativo di affermare sull'angoscia, sulla sofferenza, sulla follia, la forza dirompente dell'esserci e di amare".
"La Volpe e il sipario" è basata sulla tecnica dell'improvvisazione, tipica del suo "far nascere di getto" che certamente fa parte della caratteristica della sua poesia ma, "... in questo volumetto, a detta dell'autrice e dei curatori, la sua presenza è forte... Viene alla mente Zanzotto, che in Filò collega la poesia alle origini stesse dell'oralità infantile, al petel come "sperimentazione di una oralità, oracolarità, oratoria minima eppure forte di tutto il viscoso che la permea, veniente di là dove non è scrittura."
In queste poesie, come già propendeva l'autrice nelle precedenti opere, vi è il prevalere del verso prosimetro: "potresti anche telefonarmi/ e dirmi in un soffio la vita/ che hai bisogno del mio racconto"